# Сенькино (Шенталинский район)
Сенькино — село в Шенталинском районе Самарской области в составе сельского поселения Васильевка.

## География
Находится на расстоянии примерно 12 километров по прямой на юго-восток от районного центра станции Шентала.

## Население
Постоянное население составляло 274 человека (мордва 69%) в 2002 году, 247 в 2010 году.